# J. Dwight Pentecost
John Dwight Pentecost (Chester, 24 aprile 1915 – Dallas, 28 aprile 2014) è stato un pastore protestante e teologo statunitense.

## Biografia
Pentecost ha conseguito il bachelor of arts in Virginia all’Hampden-Sydney College nel 1937 e ha proseguito gli studi al Dallas Theological Seminary, dove ha conseguito il master in teologia nel 1941 e il dottorato in teologia nel 1956. Nel 1941 è stato ordinato ministro della Chiesa presbiteriana e ha esercitato il suo ministero prima in Pennsylvania fino al 1951 e poi in Texas. Dal 1948 ha insegnato al Philadelphia College of Bible fino al 1955, anno in cui si è trasferito al Dallas Theological Seminary, dove ha insegnato al suo ritiro dall'insegnamento. Pentecost ha pubblicato numerosi libri. È stato sposato e dalla moglie Dorothy ha avuto due figlie.

## Libri principali
- Things to Come, Zondervan, 1958
- Prophecy for Today : God's Purpose and Plan for Our Future, Zondervan, 1961
- The Divine Comforter : The Person and Work of the Holy Spirit, Kregel, 1963
- The Joy of Living : Study of Philippians, Kregel 1973
- Design for Living : Lessons on Holiness from the Sermon on the Mount, Kregel, 1975
- The Sermon on the Mount : Contemporary Insights for a Christian Lifestyle, Multnomah Press, Portland, 1980
- Will Man Survive?, Zonderman, 1980
- The Words and Works of Jesus Christ : A Study of the Life of Christ, Zondervan, 1981
- A Harmony of the Words & Works of Jesus Christ, Zondervan, 1981
- Thy Kingdom Come : Tracing God's Kingdom Program and Covenant Promises Throughout History, Kregel, 1995
- The Joy of Intimacy with God : A Bible Study Guide to 1 John, Discovery House, 1995
- Things Which become Sound Doctrine : Doctrinal Studies of Fourteen Crucial Words of Faith, Kregel, 1996
- Design for Discipleship : Discovering God's Blueprint for the Christian Life, Kregel, 1996
- Your Adversary, the Devil, Kregel, 1997
- The Parables of Jesus : Lessons in Life from the Master Teacher, Kregel, 1998
- Life’s Problems-God’s Solutions : Answers to 15 of Life's most Perplexing Problems, Kregel, 1998
- Faith That Endures : A Practical Commentary on the Book of Hebrews, 2000  (rev. ed.)
- Designed to Be Like Him, Kregel, 2001 (rev. ed.)
- New Wine: A Study of Transition in the Book of Acts.Kregel, 201